# Безеренбам и Мишелав
Безеренбам (или Базарам-бам) и Мишелав су били влашки банови, који су споменути 1241. године у Персијској хроници, коју је написао Рашид ел Дин Хамадани. Они се спомињу за време монголске инвазије Европе. У хроници пише:
Половином јесени (1240), принц је прешао преко (...) планина и ушао у земљу Буларса and Башгуирдса. Орда, који је ишао десно, пролазио је Илаутску земљу, и сусрео се са (Безеренбам?) војском; касније пораженом. Кардан и Бури напали су Сасане, и победили су их у три битке. Буџек је прешао планине те земље како би доспео до Кара-Улага (вероватно Трансилваније и Влашке), победио Улаге (Власе), прешао (...) планине, и ушео у земљу (Мишелава?), где је победио чекајућу војску..

## Извори и литература
- (језик: румунски) Al. Xenopol, History of the Romanians, Jassy, 1888, vol I, chapter II.2. стр. 531—532 and chapter III.2. стр. 550—552